# Show do Ratinho
Show do Ratinho foi um programa de televisão brasileiro exibido em 2000 e 2001 e transmitido pelo SBT e apresentado por Ratinho, o programa estreou em 18 de março de 2000 as 21h00 e tinha um formato de variedades com calouros, jogos entre artistas e outros. Saiu do ar em 15 de setembro de 2001 e foi substituído pela volta do Programa do Ratinho aos sabados a noite.